# Tamika Mallory
Tamika Mallory   (Nova York, 6 de setembre de 1980), de nom complet Tamika Danielle Mallory, és una activista estatunidenca. Fou una de les principals organitzadores de la Marxa de Dones de Washington de 2017, per la qual, juntament amb les coorganitzadores Bob Bland, Carmen Perez i Linda Sarsour, va aparèixer a la llista de persones influents de l'any Time 100.
Mallory és activista en favor del control d'armes, del feminisme i del moviment Black Lives Matter. El 2018, Mallory va ser criticada per participar en un acte convocat pel controvertit líder de Nació de l'islam, Louis Farrakhan, fet que va comportar que alguns sectors reclamessin la seva dimissió de la Marxa de Dones 2019.

## Biografia
Mallory va néixer al Bronx de Nova York, filla de Stanley i Voncile Mallory. Va créixer al Manhattanville Houses de Harlem i es va traslladar a viure a la Co-Op City del Bronx quan tenia 14 anys. Els seus pares van ser membres fundadors de la National Action Network (NAN) d'Al Sharpton, una important organització en defensa dels drets civils. La seva implicació en la xarxa va influir perquè Mallory s'interessés per la justícia social.
Mallory és mare soltera i té un fill, Tarique. El pare del seu fill, Jason Ryans, va ser assassinat el 2001. Mallory explica que de la seva experiència amb la NAN va aprendre a reaccionar a la tragèdia amb activisme. El seu fill és membre de la NAN. Mallory és cristiana.
Arran de la mort de George Floyd en mans de la policia de Minneapolis, i de l'onada de protestes que seguiren a l'homicidi, un discurs de Mallory denunciant la política colonial i el racisme estructural dels Estats Units es va convertir en un fenomen viral a internet.